# Dit is uw kans
Dit is uw kans is een hoorspel van Sylvia Hoffmann. Achtung, Chance! werd op 10 mei 1976 uitgezonden door de Bayerischer Rundfunk. Louis Povel vertaalde het en de KRO zond het uit op dinsdag 26 juni 1979. De regisseur was Léon Povel. Het hoorspel duurde 83 minuten.

## Rolbezetting
- Joop van der Donk
- Bert Dijkstra
- Betty Kapsenberg
- Maria Lindes
- Joke Reitsma
- Dick Scheffer
- Fé Sciarone
- Theo Stokkink
- Hans Veerman
- Olaf Wijnants

## Inhoud
Twee gezinnen gaan voor de oren van de luisteraars een "strijd-talkshow" aan. Dat begint schijnbaar onschuldig en fair. Het gaat immers ook om niet al te veel: vijfduizend gulden plus een gesprek met een vooraanstaand persoon naar keuze, dat is de "kans" die de overwinnaars wenkt. Maar het feit dat men voor de oren van iedereen kampt, doet het gedrag van de duellerenden snel veranderen. Uitingen van bijval en misnoegen vanwege het publiek, de koel-onverschillige aansporingen van de moderator doen de aanvankelijke hatelijkheden al vlug ontaarden in grove laagheden en ongegronde boosaardigheden. Twee in elk opzicht gemiddelde gezinnen laten hun maskers vallen en halen façades neer. Het publiek beleeft er plezier aan en merkt helemaal niet, dat het eigenlijk om zichzelf lacht…